# Friedrich Arnold Gries
Friedrich Arnold Gries (* 4. November 1929 in Essen; † 13. Dezember 2019 in Düsseldorf) war ein deutscher Internist, Diabetologe und Hochschullehrer. Er war von 1973 bis zu seiner Emeritierung im Jahr 1995 Inhaber des Lehrstuhls für Innere Medizin (Diabetologie) und von 1973 bis 1996 Direktor der Klinischen Abteilung des Deutschen Diabetes-Zentrums an der Heinrich-Heine-Universität Düsseldorf.

## Werdegang
F. Arnold Gries studierte Medizin an den Universitäten Bonn und Marburg, wo er bei Hans Erhard Bock 1953 zum Dr. med. promoviert wurde. Nach Forschungsaufenthalten unter anderem an der Harvard-Universität habilitierte er sich 1967 in Düsseldorf. Gries war Präsident zahlreicher wissenschaftlicher Gesellschaften wie der Deutschen Diabetes Gesellschaft sowie der Deutschen Gesellschaft für Adipositasforschung, zu deren Gründern er zählte, sowie Leiter des Instituts für Ernährungsberatung und Diätetik der Deutschen Gesellschaft für Ernährung an der Heinrich-Heine-Universität.

## Würdigung
In Forschung und Lehre hat Gries maßgeblich dazu beigetragen, die Diabetologie in Deutschland, aber auch international weiterzuentwickeln. Seine fachliche Expertise war nicht nur bei Kolleginnen und Kollegen weit anerkannt. Gries war über Jahrzehnte in zahlreichen Gremien im In- und Ausland tätig. In diesem Rahmen prägte er wesentlich wissenschaftliche und gesundheitspolitische Positionen, wie etwa die Nationalen Versorgungsleitlinien oder die Sankt-Vincent-Deklaration zur Betreuung von Menschen mit Diabetes von 1989.
Er wurde geschätzt als herausragender Forscher, erfolgreicher Moderator, beliebter Lehrer und mitfühlender Arzt.
Die Deutsche Diabetes Gesellschaft vergibt jährlich den Friedrich-Arnold-Gries-Preis für wissenschaftliche Arbeiten auf dem Gebiet der Komplikationen des Diabetes mellitus.

## Schriften (Auswahl)
- F. Arnold Gries, Peter Berchtold, Michael Berger: Adipositas: Pathophysiologie, Klinik und Therapie. Springer, Berlin, Heidelberg 1976, ISBN 978-3-540-07873-9, doi:10.1007/978-3-642-66450-2 (eingeschränkte Vorschau in der Google-Buchsuche).
- Michael Berger, F. Arnold Gries (Hrsg.): Frontiers in Insulin Pharmacology. Georg Thieme Publishing Group, Stuttgart/New York 1993, ISBN 978-3-13-126601-9.
- F. Arnold Gries, Norman E. Cameron, Philipp A. Low, Dan Ziegler (Hrsg.): Textbook of Diabetic Neuropathy. Georg Thieme Publishing Group, Stuttgart/New York 2003, ISBN 978-3-13-126601-9 (eingeschränkte Vorschau in der Google-Buchsuche).

## Ehrungen (Auswahl)
- 1988: Paul-Langerhans-Medaille
- 2002: Bundesverdienstkreuz 1. Klasse